# Варвара Радзивілл
Варвара Радзивілл або Барбара Радзивілл (біл. Барбара Радзівіл, пол. Barbara Radziwiłłówna, лит. Barbora Radvilaitė; 6 грудня 1520, імовірно у Вільні — 8 травня 1551, Краків) — королева-консорт Польщі у шлюбі з Сигізмундом II Августом, знаменита шляхетна красуня Великого князівства Литовського, героїня мистецьких численних творів.

## Життєпис
Народилася в сім'ї наймогутніших тодішніх литовських магнатів князів Радзивіллів: Юрія Радзивіла та Барбари Колянки з польського роду гербу Юноша, доньки подільського воєводи Павла Коли. Рідний брат — Микола Радзивілл «Рудий», двоюрідний — Микола Христофор Радзивілл «Чорний».
У 1538 р. (за іншими відомостями 18 травня 1537 р.) вступила в шлюб з новогрудським воєводою Станіславом Гаштовтом — сином найвпливовішого тоді литовського магната Альбрехта Гаштольда. Чоловік її посаг (8000 кіп литовських) забезпечив на замку Сидорова та інших маєтках. Наприкінці 1542 р. стала вдовою.
У 1547 р. таємно обвінчалася з великим князем литовським Сигізмундом Августом. Шлюб організували брати Варвари Микола «Рудий» і Микола «Чорний». Весілля у Вільні тривало з 28 липня до 6 серпня 1547 р. Незабаром після церемонії молодята розлучилися на пів року — король вирушив на сейм в надії домогтися дозволу на цей шлюб, а Варвару відіслав у Дубинки. Зв'язок з чоловіком підтримувала листами і подарунками. Від перебування Варвари в Дубинках залишилося листування, яке свідчить про її освіченість і широту інтересів.
У 1548 р. Сигізмунд ІІ Август, успадкувавши після смерті Сигізмунда Старого польський трон, офіційно оголосив про своє одруження і зажадав визнати Варвару Радзивілл польською королевою. Цьому запекло опиралася мати короля Бона Сфорца і польські вельможі, які побоювалися засилля Радзивіллів, котрі були прихильниками повної державної незалежності Великого князівства Литовського від Польщі. Лише 7 травня 1550 р. в Кракові Варвара була коронована, але підозріло захворіла і 8 травня 1551 р. померла. Висувалися гіпотези про те, що вона була отруєна Боною Сфорцою.
Прах Варвари Радзивілл у супроводі невтішного вдівця був перевезений з Кракова до Вільна і похований у Латинському катедральному соборі.

## Легенда
Існує переказ, ніби по смерті Варвари король відвідав Миколу Радзивілла (брата Барбари) у Несвіжі, і привіз з собою чародія, пана Твардоського, який пообіцяв йому викликати дух дружини. Дух був викликаний, але король своїм почуттям любові зміг утримати Варвару від повернення в небуття. Король мусив повернутися вмирати у Несвіж, де б вони нарешті були разом. Проте помер у Кракові, і за легендою, до наших днів «дух Чорної Дами» бродить приміщеннями Несвізького замку, в той час, як «дух Сигізмунда» бродить у Краківському палаці.

## Значення
Драматична історія і яскрава постать Варвари Радзивілл послужила матеріалом прозових, віршованих і драматичних творів польською та литовською мовами. Сюжет викликання духа ліг в основу картини польського художника Войцеха Герсона (зберігається в Національному музеї в Познані). Висловлювалося припущення, що чудотворний образ Матері Божої Остробрамської насправді є портрет Барбари Радзивілл (написаний з її обличчя).
Варварі Радзивілл присвячені драми польських драматургів Францішека Венжика (1811 р.) і Алоїза Фелінського (1823 р.). Драму «Žygimantas Augustas ir Barbora Radvilaitė» опубліковано в 1948 р. Йонасом Грінюсом. Сюжет використав у віршованій драмі «Барбора Радвілайте» (Barbora Radvilaitė-1971) литовський прозаїк і драматург Юозас Грушас (постановки в Каунаському Державному драматичному театрі, 1972 р.; в Клайпедському драматичному театрі, 1973 р.; в Російському драматичному театрі Литви, 1980 р.; Телевізійна вистава Литовського телебачення, 1982 р.).

Це своєрідний варіант «Ромео і Джульєтти» — стала легендою історія кохання польсько-литовського короля Сигізмунда Августа і шляхетної красуні, молодої вдови Барбори Радвілайте. У центрі драми Грушаса — зіткнення міцного, романтичного, ушляхетненого кохання з фанатизмом держави і двору королеви Бони, матері Сигізмунда Августа. В обумовленій реальними історичними обставинами конфлікту драмі, де звучить і тема історичної долі Литви, автор включає боротьбу героїв за принципи гуманізму, за права своєї особистості, повноту свого життя

За драму «Барбора Радвілайте», а також історичну драму «Свидригайла» Грушас був удостоєний Республіканської Премії (1976 р.). Білоруська поетеса та лібретистка Тетяна Мушинська створила лібретто історичного балету «Барбара Радзивілл». Про життя, любов і смерть Барбари Радзивілл розповідається у драматичній поемі «Чорна панна Несвіжу» (1998 р.) білоруського драматурга Олексія Дударєва (біл. Аляксей Дудараў). Вистава на основі поеми «Чорна панна Несвіжу» входить до репертуару Національного театру імені Янки Купали в Мінську (режисер Валерій Раєвський) та інших театрів Білорусі. Також історію Барбари Радзивілл розповів Юрій Татарінов, російський письменник, член Спілки письменників, в Збірнику історичної прози «Барбара Радзивілл».
Барбару Радзивілл зображено в естампі Йоанни Бружене (1971 р.), в портрет аквареллю Ігнаса Будріса (1974 р.) та в інших творах образотворчого мистецтва. На вулиці Вокечю у м. Вільнюсі встановлено пам'ятник Варварі Радзивілл (скульптор Владас Вільжюнас, 1979 р.).
Барбару Радзивілл було зображено на литовській поштовій марці 1996 р. (художник К. Каткус за портретом XVI ст.). Іменем Варвари Радзивілл названа вулиця «Барборос Радвілайтес» у «Старому місті» центральному районі м. Вільнюса (колишня вул. «Піонерю»).

## Сім'я

### Родовід
|  |                                             |  |  |  |  |  |  |  |  |  |  |  |  |  |  |  |
|  | 8. Радзивілл Остікович, маршалок литовський |  |  |  |  |  |  |  |  |  |  |  |  |  |  |  |
|  |                                             |  |  |  |  |  |  |  |  |  |  |  |  |  |  |  |
|  |                                             |  |  |  |  |  |  |  |  |  |  |  |  |  |  |  |
|  | 4. Миколай Радзивілл, литовський канцлер    |  |  |  |  |  |  |  |  |  |  |  |  |  |  |  |
|  |                                             |  |  |  |  |  |  |  |  |  |  |  |  |  |  |  |
|  |                                             |  |  |  |  |  |  |  |  |  |  |  |  |  |  |  |
|  | 9. Євдоксія                                 |  |  |  |  |  |  |  |  |  |  |  |  |  |  |  |
|  |                                             |  |  |  |  |  |  |  |  |  |  |  |  |  |  |  |
|  |                                             |  |  |  |  |  |  |  |  |  |  |  |  |  |  |  |
|  | 2. Юрій Радзивілл, литовський гетьман       |  |  |  |  |  |  |  |  |  |  |  |  |  |  |  |
|  |                                             |  |  |  |  |  |  |  |  |  |  |  |  |  |  |  |
|  |                                             |  |  |  |  |  |  |  |  |  |  |  |  |  |  |  |
|  | 5. Софія Монивид                            |  |  |  |  |  |  |  |  |  |  |  |  |  |  |  |
|  |                                             |  |  |  |  |  |  |  |  |  |  |  |  |  |  |  |
|  |                                             |  |  |  |  |  |  |  |  |  |  |  |  |  |  |  |
|  | 1. Барбара                                  |  |  |  |  |  |  |  |  |  |  |  |  |  |  |  |
|  |                                             |  |  |  |  |  |  |  |  |  |  |  |  |  |  |  |
|  |                                             |  |  |  |  |  |  |  |  |  |  |  |  |  |  |  |
|  | 12. Ян Кола, воєвода подільський            |  |  |  |  |  |  |  |  |  |  |  |  |  |  |  |
|  |                                             |  |  |  |  |  |  |  |  |  |  |  |  |  |  |  |
|  |                                             |  |  |  |  |  |  |  |  |  |  |  |  |  |  |  |
|  | 6. Павло Кола, воєвода подільський          |  |  |  |  |  |  |  |  |  |  |  |  |  |  |  |
|  |                                             |  |  |  |  |  |  |  |  |  |  |  |  |  |  |  |
|  |                                             |  |  |  |  |  |  |  |  |  |  |  |  |  |  |  |
|  | 3. Барбара Кола                             |  |  |  |  |  |  |  |  |  |  |  |  |  |  |  |
|  |                                             |  |  |  |  |  |  |  |  |  |  |  |  |  |  |  |
|  |                                             |  |  |  |  |  |  |  |  |  |  |  |  |  |  |  |
|  | 7. Бурнетта Ходецька                        |  |  |  |  |  |  |  |  |  |  |  |  |  |  |  |
|  |                                             |  |  |  |  |  |  |  |  |  |  |  |  |  |  |  |
|  |                                             |  |  |  |  |  |  |  |  |  |  |  |  |  |  |  |

## Галерея

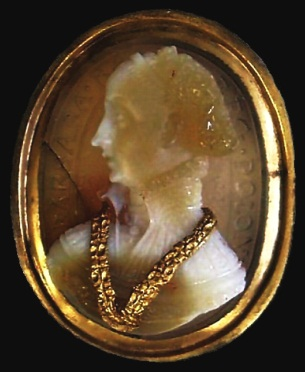
Бюст Барбари Радзивілл (1550 р.)
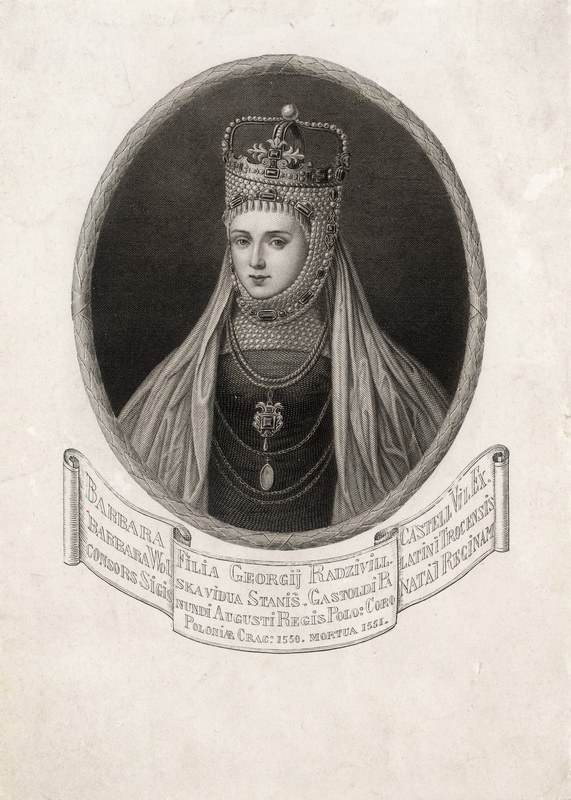
Репродукція XVI ст. (Барбара Радзивілл)
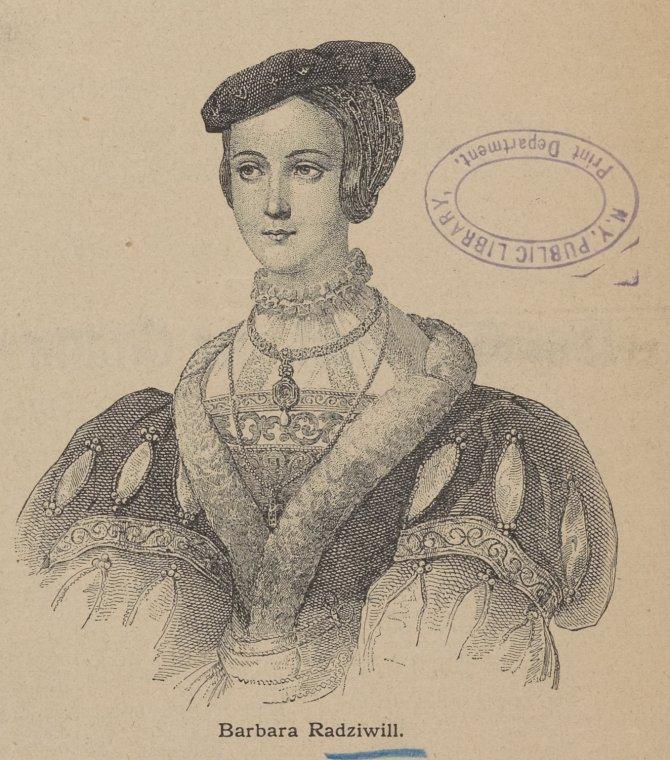
З книги Леонарда Ходзько «La Pologne», XIX ст.
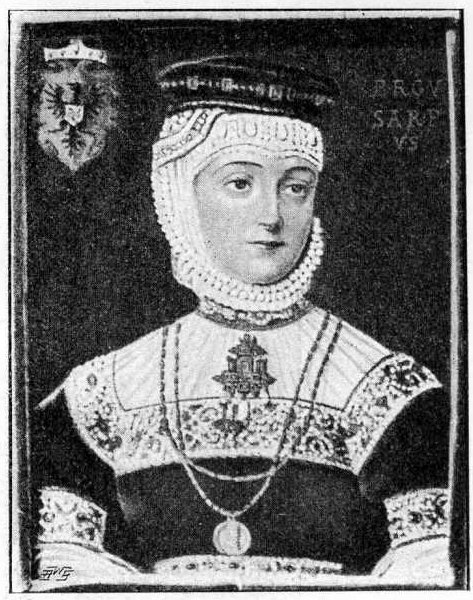
Зигмунт Глогер портрет Барбари Радзивілл для ілюстрації Енциклопедії старопольської (т. 4 с. 459)
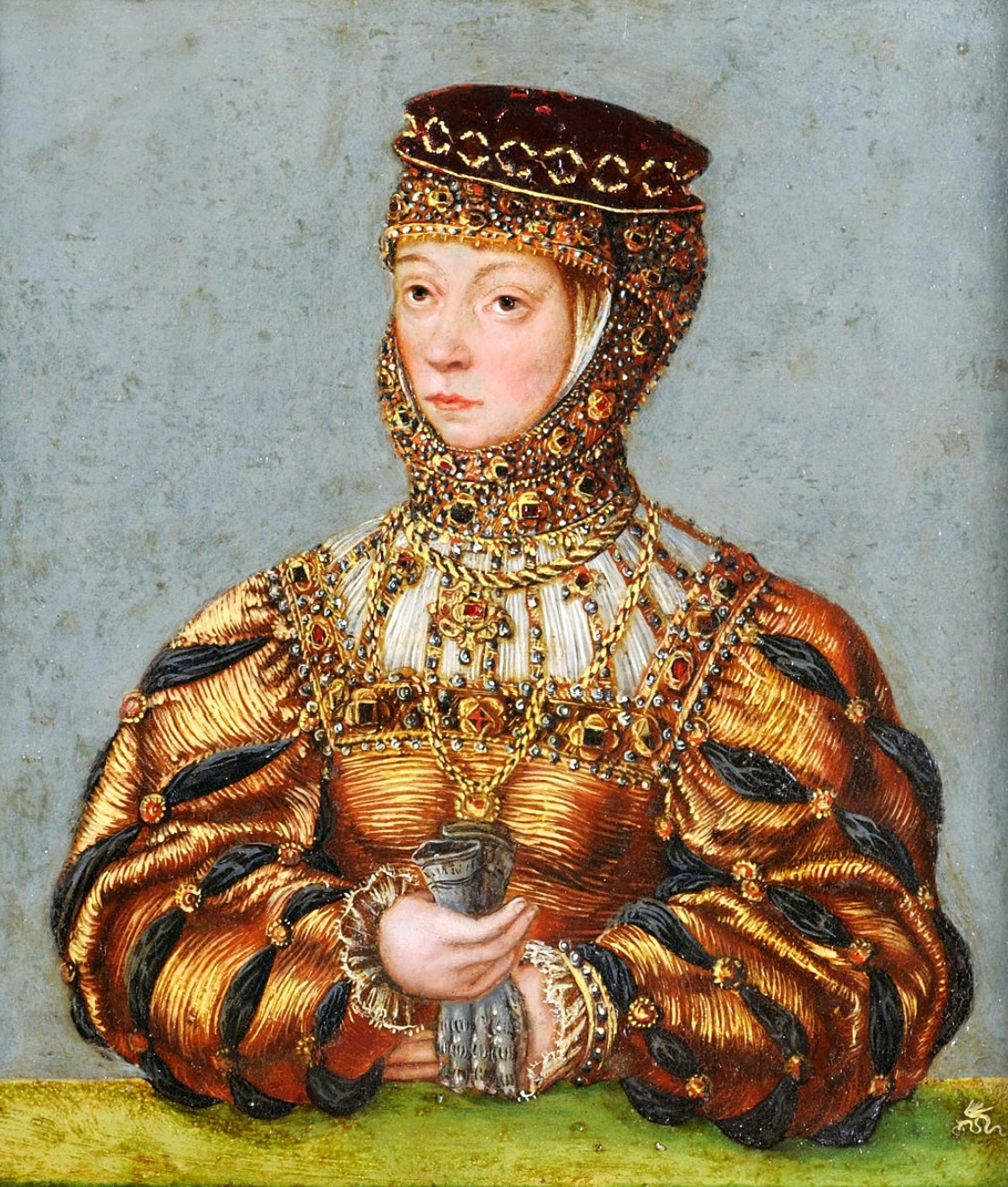
Лукас Кранах молодший. Барбара Радзивілл (1553—1556)
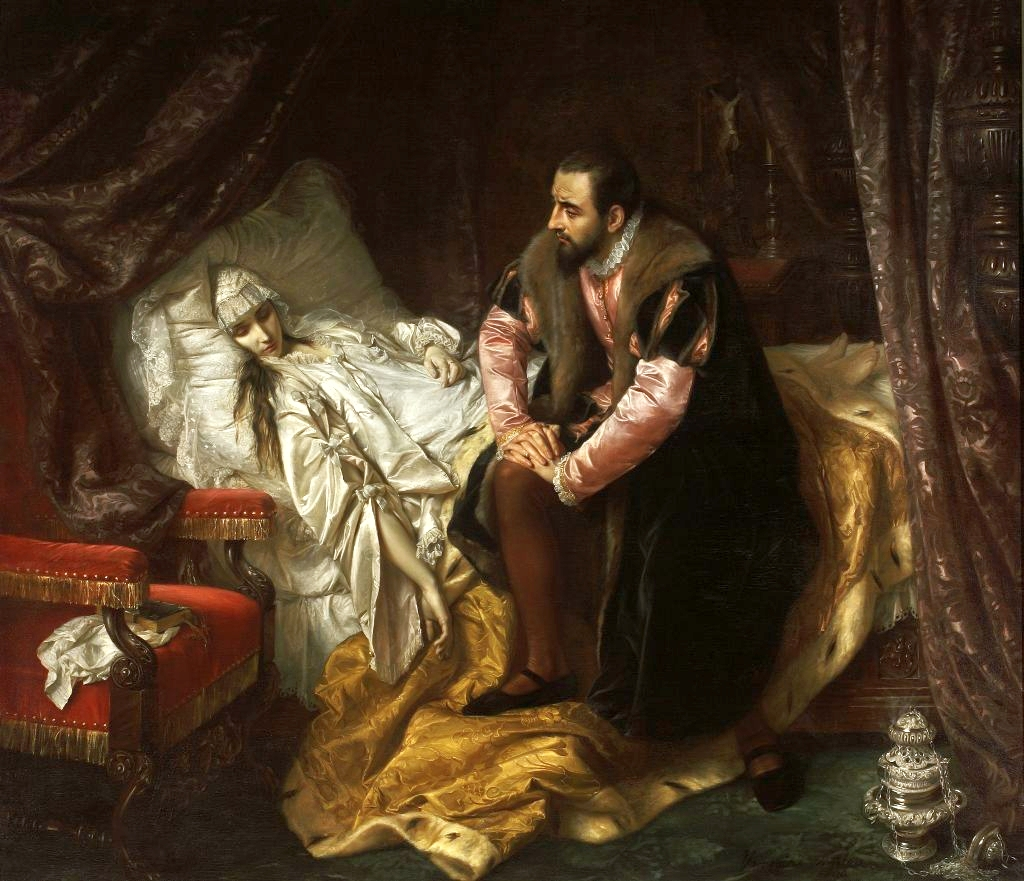
Юзеф Зіммлер. Смерть Барбари Радзивілл (1860)
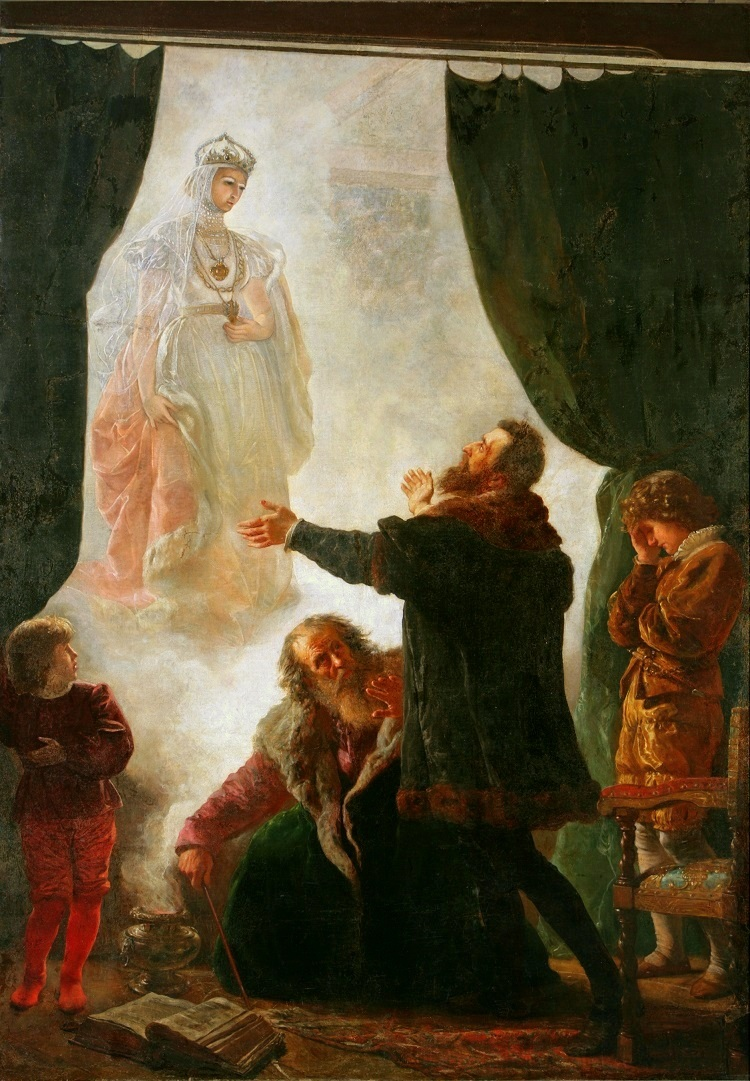
Войцех Герсон. Привид Барбари Радзивілл (1886)
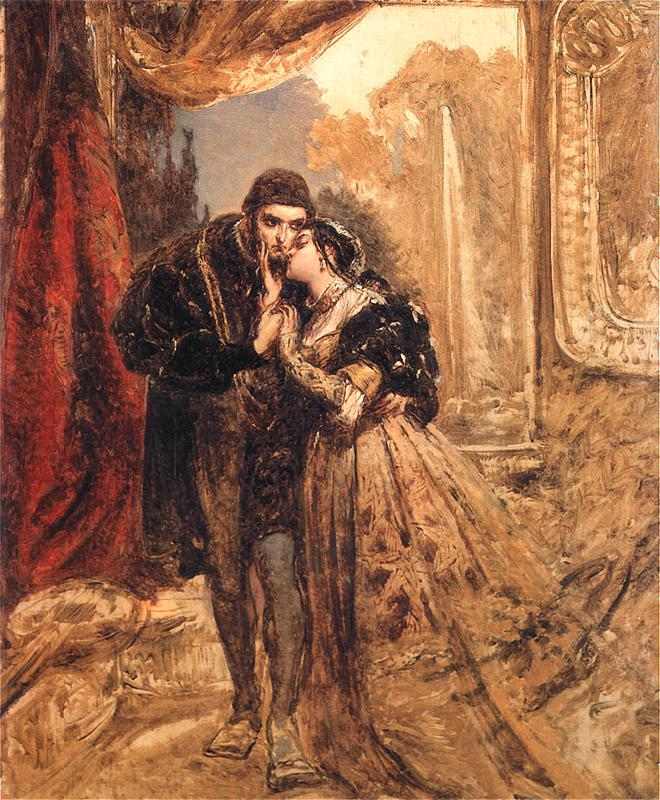
Ян Алоізій Матейко. Сигізмунд Август з Варварою в Радзивіллівському палаці в Вільно
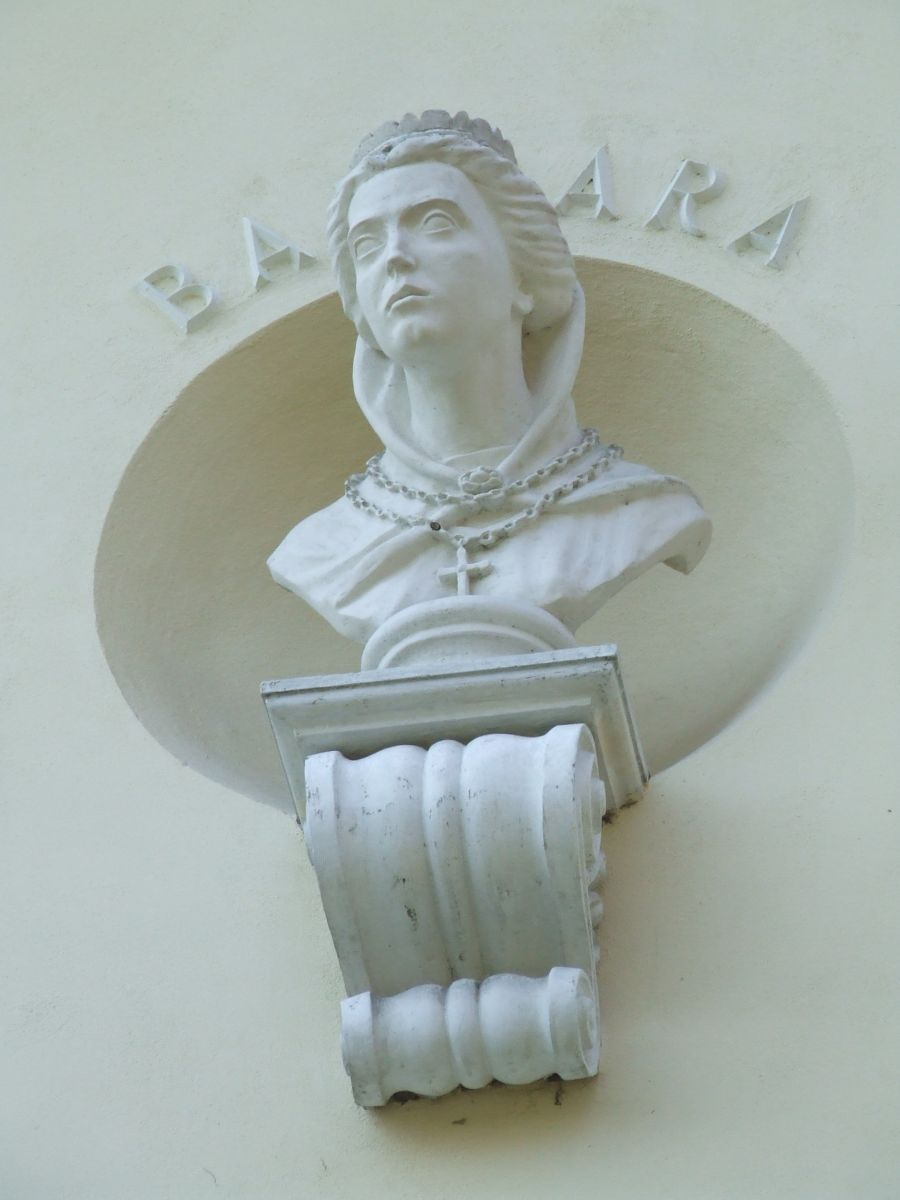
Бюст Барбари Радзивілл на сходинках у палаці Урсинов у Варшаві
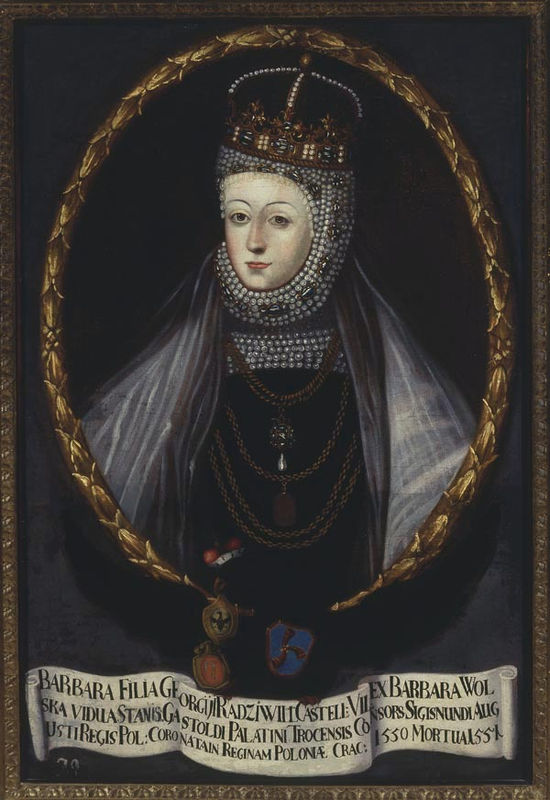
З Національного музею у Варшаві (1730–1737)
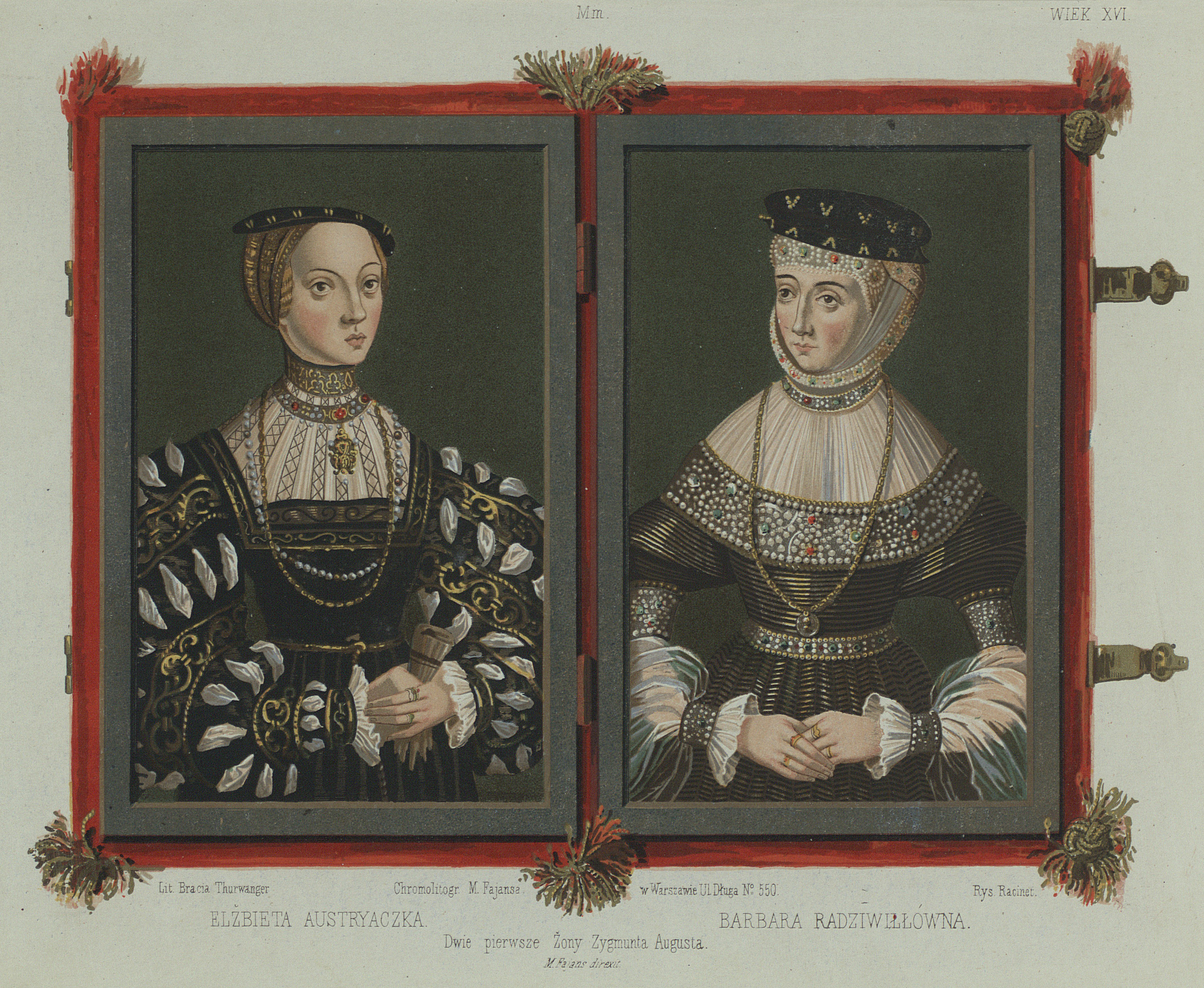
Ельжбета Австрійська та Барбара Радзивілл (Литовський музей)
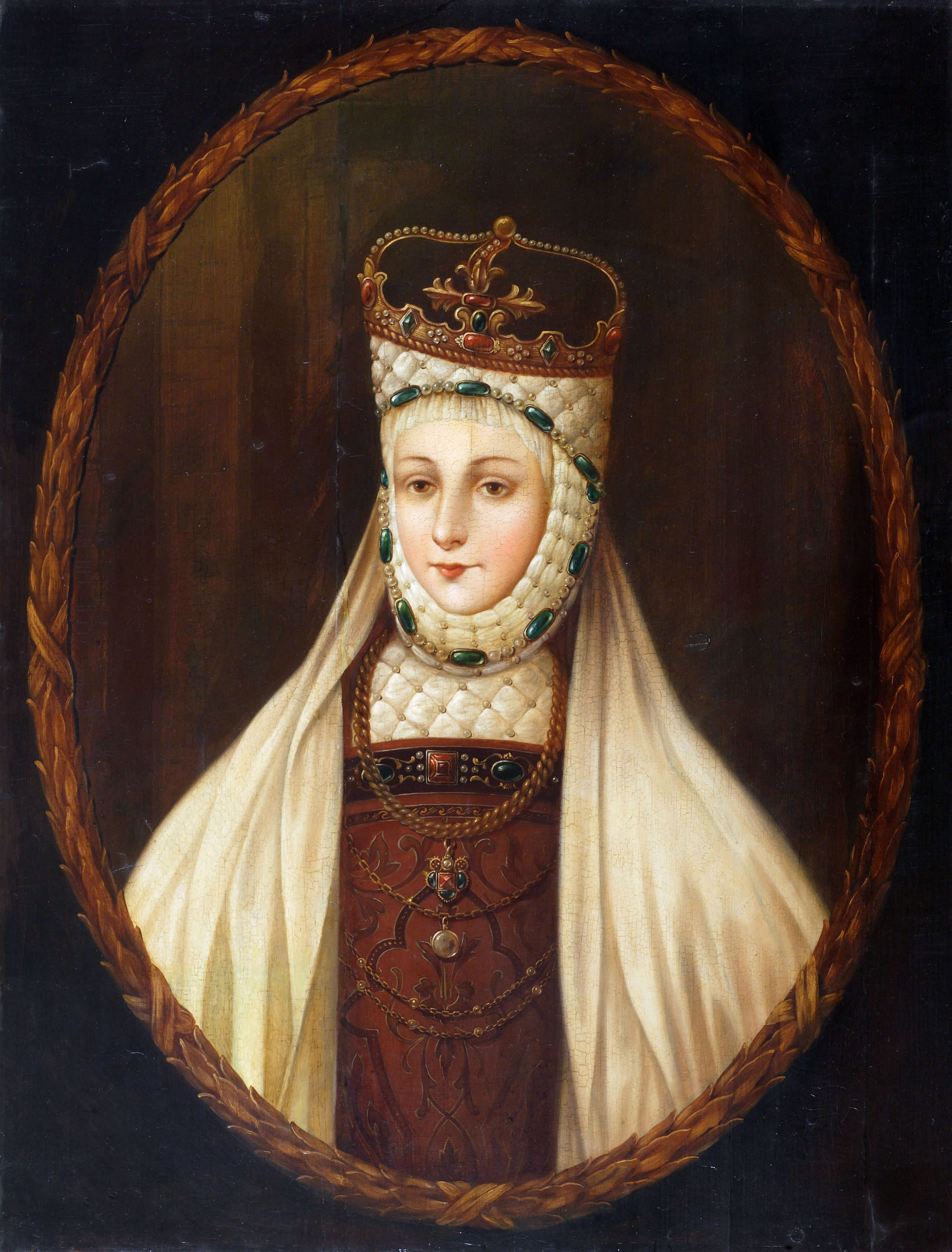
Портрет королеви і великої княгині Барбари Радзивілл (Національний музей Литви, невідомий художник)
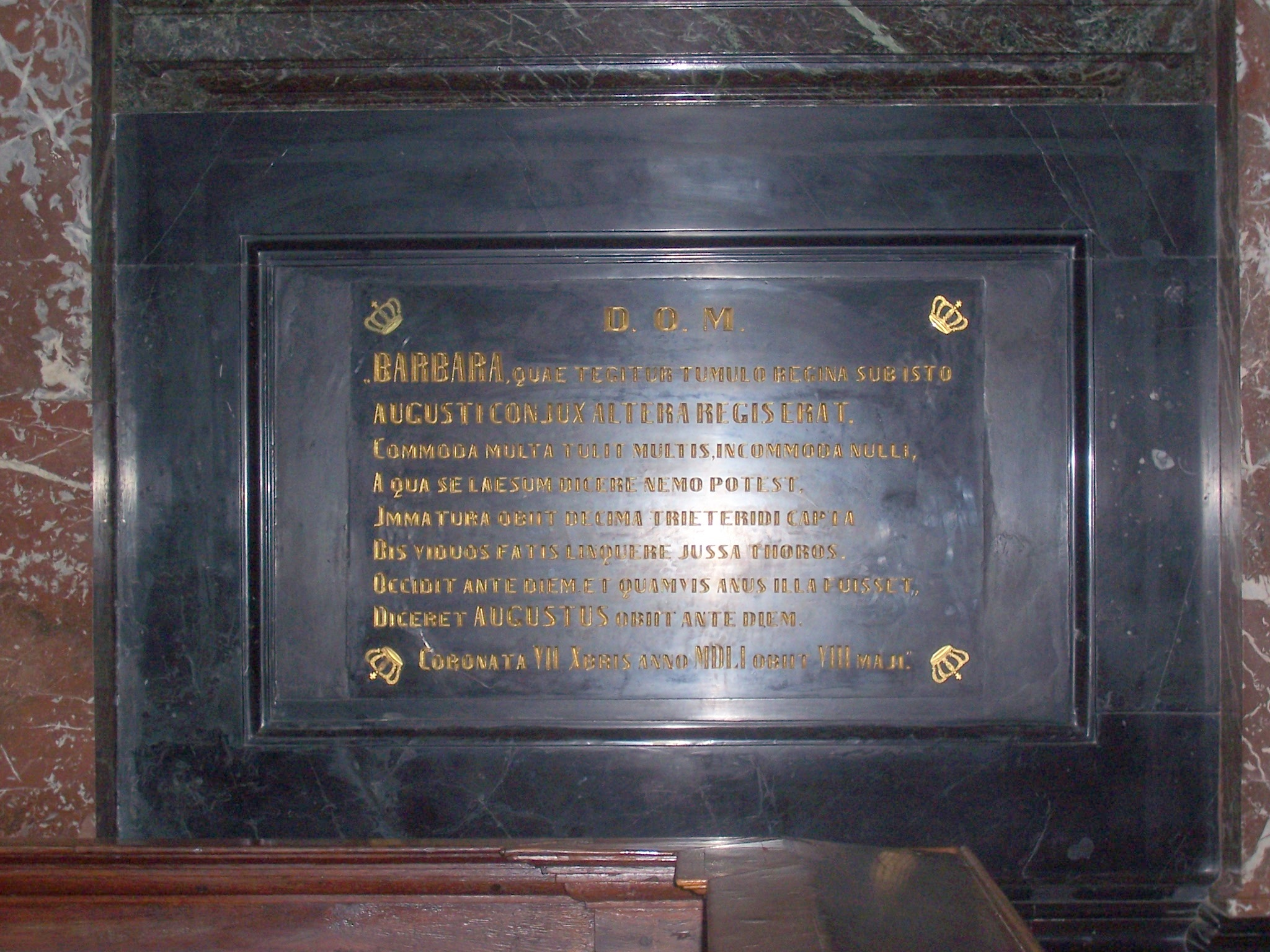
Плита могили королеви Барбари Радзивілл у Віленській катедрі
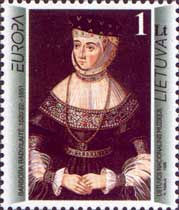
Литовська поштова марка на честь Барбари Радзивілл (1996)